# Cantón del Hautil
El cantón del Hautil era una división administrativa francesa, que estaba situada en el departamento de Valle del Oise y la región de Isla de Francia.

## Composición
El cantón estaba formado por seis comunas:
- Boisemont
- Courdimanche
- Jouy-le-Moutier
- Menucourt
- Neuville-sur-Oise
- Vauréal

## Supresión del cantón del Hautil
En aplicación del Decreto nº 2014-168 de 17 de febrero de 2014, el cantón del Hautil fue suprimido el 22 de marzo de 2015 y sus 6 comunas pasaron a formar parte; tres del nuevo cantón de Cergy-2 y tres del nuevo cantón de Vauréal.